# Radu Banciu
Radu Banciu (n. 16 martie 1970, Târgu Mureș, Județul Mureș, Republica Socialistă România) este un jurnalist român.

## Tinerețe și carieră
A copilărit la Mediaș, apoi s-a mutat la Târgu Mureș. Este absolvent al Facultății de Litere al Universității Babeș-Bolyai din Cluj-Napoca. În 1997, s-a mutat la București și a debutat ca jurnalist sportiv. Între 2019 și 2024, Radu Banciu a fost realizator al emisiunii de sport „Fotbal All Inclusive” la postul Prima Sport.
În prezent, Radu Banciu lucrează pentru trustul iAM Media, fiind editorialist și realizatorul a două emisiuni: „iAM Banciu” (emisiune de sport), respectiv „Prea Mult Banciu” (emisiune generalistă), ambele fiind difuzate on-line pe platformele iAM Sport și iAM News.

## Controverse
Realizatorul TV intră frecvent în atenția opiniei publice pentru comentarii controversate, făcute în cadrul emisiunilor, de natură să aducă atingere demnității unor persoane. Drept urmare, postul de televiziune B1 a fost amendat de către Consiliul Național al Audiovizualului pentru încălcarea legislației în vigoare.
În emisiunea „Lumea lui Banciu”, difuzată de B1 la 24 decembrie 2013, Banciu l-a caracterizat pe fostul prim-ministru al Republicii Moldova, Iurie Leancă, drept un „terchea-berchea”. Mai mult, acesta a folosit un limbaj injurios și la adresa studenților moldoveni din România. Reprezentanții asociațiilor de studenți moldoveni din România au sancționat discursul denigrator al jurnalistului, deplângând prejudiciul de imagine care le este adus. Aceștia au fost secondați de Consiliul Național al Audiovizualului (CNA), care a decis amendarea postului de televiziune, la care Banciu este angajat, cu suma de 10.000 lei, pentru afirmațiile cu caracter discriminator ale moderatorului, dar și pentru injuriile lansate de către invitatul postului, Corneliu Vadim Tudor.
În octombrie 2016, acesta a afirmat că „României i-ar sta bine fără unguri”.

## Emisiuni radio
- Unșpe' Metri (2007–2016) pe Sport Total FM împreună cu Andy Stănescu
- Unșpe' Metri 100% (2011) pe 100% FM împreună cu Andy Stănescu
- NocTurme (2010–2011) pe PRO FM împreună cu Mihai Mironică[12]
- DJ France Bleu Provence (1993–1995)[necesită citare]

## Emisiuni TV
- Lumea lui Banciu (2011–2020) - pe B1 TV[13]
- Unșpe' Metri (2017) -  pe B1 TV împreună cu Dan Bâra
- Razii de Noapte (2011) - pe B1 TV împreună cu Radu Naum[14]
- Pe Bune (2010) - pe Sport.ro împreună cu Mihai Mironică[15]
- Colaborator Ora exactă în sport și Informația (2005–2011) pe Sport.ro
- Comentator Campionatul Bulgariei (2009) cu Andy Stănescu pe Sport.ro
- Comentator Cupa Africii (2005–2008) pe Eurosport România cu Emil Grădinescu
- Comentator Turul Franței (1998–2008) cu Radu Naum pe Eurosport România
- Fotbal All Inclusive (2019–2024) - pe Prima Sport
- Notele lui Banciu (2021–2023) - pe Prima Sport
- World Wide Banciu (2022–2024) - pe Prima News

## Presă scrisă
- Editorialist ProSport (1998–1999, 2001–2006, 2007–2009)[16][17]
- Editorialist Gazeta Sporturilor (1999–2001)[17]
- Editorialist Sport Total (2006–2007)[18]